# Bergschule Johanngeorgenstadt
Die Bergschule Johanngeorgenstadt war eine 1784 gegründete und 1856 aufgelöste Bergschule in  der Berg- und Exulantenstadt Johanngeorgenstadt in Sachsen. Sie diente der Ausbildung von bergmännischem Personal des Erzbergbaus im oberen Erzgebirge, insbesondere Steiger und Grubenbeamten, und hatte eine enge Beziehung zur Bergakademie Freiberg. Die Schülerzahl war relativ gering.

## Bekannte Lehrer
- William Tröger (1805–1875)
- Heinrich Moritz Reichelt (1813–1886)

## Bekannte Schüler
- Daniel Friedrich Hecht (1777–1833), Mathematiker und Markscheider
- Hesse, stürzte 1826 auf der Himmelfart in eine außerordentliche Tiefe und war sofort tot